# ترتيب الأسبقية للولايات المتحدة

يسرد ترتيب الأسبقية في الولايات المتحدة الترتيب الاحتفالي للمسؤولين الحكوميين المحليين والأجانب (العسكريين والمدنيين) في المناسبات الدبلوماسية والاحتفالية والاجتماعية داخل الولايات المتحدة وخارجها. كما أدرجت في القائمة الرؤساء السابقين ونواب الرئيس والسيدات الأولى والسيدات الثانيات ووزراء الدولة وقضاة المحكمة العليا المتقاعدين. يتم إنشاء الترتيب من قبل الرئيس، من خلال مكتب رئيس الأركان، ويحتفظ به في مكتب رئيس البروتوكول في وزارة الخارجية. يتم استخدامه فقط للإشارة إلى البروتوكول الاحتفالي وليس له أي وضع قانوني؛ لا يعكس الخط الرئاسي للخلافة أو المساواة في مكانة فروع الحكومة بموجب الدستور. نشر مكتب رئيس البروتوكول ترتيبًا محدثًا للأسبقية في 3 نوفمبر 2017.

## ترتيب الأسبقية
1. رئيس الولايات المتحدة
2. نائب رئيس الولايات المتحدة
3. حكام الولايات (كلاً في ولايته)
4. رئيس مجلس النواب
5. رئيس المحكمة العليا
6. الرؤساء السابقون أو أراملهم (حسب تاريخ شغل المنصب)
7. نواب الرئيس السابقون أو أراملهم (حسب تاريخ شغل المنصب)
8. سفراء الولايات المتحدة (في مكتب السفير)
9. سفراء الولايات المتحدة إلى المنظمات الدولية (الذين يشغلون منصب رئيس البعثة)
10. وزير الخارجية
11. سفراء الدول في الولايات المتحدة (مرتبين حسب تقديم أوراق اعتمادهم)
12. القضاة المشاركين في المحكمة العليا (مرتبين حسب التعيين)
13. رؤساء القضاة المتقاعدين (مرتبين حسب التعيين)
14. القضاة المتقاعدون المشاركون في المحكمة العليا (مرتبين حسب التعيين)
15. أعضاء مجلس الوزراء (حسب ترتيب إنشاء الإدارات المعنية؛ لاحظ أن وزير الخارجية يظهر مسبقاً أعلاه؛ يتم استخدام تاريخ إنشاء منصب وزير الحرب كتاريخ لمنصب وزير الدفاع في الأسبقية. يتم ترتيب المُعينين حسب الأسبقية الرئاسية لمجلس الوزراء.):
  1. وزير الخزانة
  2. وزير الدفاع
  3. المدعي العام
  4. وزير الداخلية
  5. وزير الزراعة
  6. وزير التجارة
  7. وزير العمل
  8. وزير الصحة والخدمات الإنسانية
  9. وزير الإسكان والتطوير العمراني
  10. وزير المواصلات
  11. وزير الطاقة
  12. وزير التعليم
  13. وزير شؤون المحاربين القدامى
  14. وزير الأمن الداخلي
  15. رئيس موظفي البيت الأبيض
  16. مدير وكالة حماية البيئة
  17. مدير مكتب الإدارة والميزانية
  18. الممثل التجاري
  19. السفير لدى الأمم المتحدة
  20. مدير إدارة الأعمال الصغيرة
  21. مدير الاستخبارات الوطنية
  22. مدير وكالة المخابرات المركزية
16. الرئيس المؤقت لمجلس الشيوخ
17. زعيم الأغلبية في مجلس الشيوخ
18. زعيم الأقلية في مجلس الشيوخ
19. سوط الأغلبية في مجلس الشيوخ
20. سوط الأقلية في مجلس الشيوخ
21. أعضاء مجلس الشيوخ الحاليون في الولايات المتحدة (حسب الأقدمية)
22. حكام الولايات الحاليون (الولايات غير تلك التي تقام فيها المناسبة، حسب تاريخ الولاية أو التصديق على الدستور):
  1. حاكم ولاية ديلاوير
  2. حاكم ولاية بنسيلفانيا
  3. حاكم ولاية نيوجيرسي
  4. حاكم ولاية جورجيا
  5. حاكم ولاية كونيتيكت
  6. حاكم ولاية ماساتشوستس
  7. حاكم ولاية ماريلند
  8. حاكم ولاية كارولاينا الجنوبية
  9. حاكم ولاية نيوهامبشير
  10. حاكم ولاية فرجينيا
  11. حاكم ولاية نيويورك
  12. حاكم ولاية كارولاينا الشمالية
  13. حاكم ولاية رود آيلاند
  14. حاكم ولاية فيرمونت
  15. حاكم ولاية كنتاكي
  16. حاكم ولاية تينيسي
  17. حاكم ولاية أوهايو
  18. حاكم ولاية لويزيانا
  19. حاكم ولاية إنديانا
  20. حاكم ولاية مسيسيبي
  21. حاكم ولاية إلينوي
  22. حاكم ولاية ألاباما
  23. حاكم ولاية مين
  24. حاكم ولاية ميزوري
  25. حاكم ولاية أركنساس
  26. حاكم ولاية ميشيغان
  27. حاكم ولاية فلوريدا
  28. حاكم ولاية تكساس
  29. حاكم ولاية آيوا
  30. حاكم ولاية ويسكونسن
  31. حاكم ولاية كاليفورنيا
  32. حاكم ولاية مينيسوتا
  33. حاكم ولاية أوريغون
  34. حاكم ولاية كانساس
  35. حاكم ولاية فيرجينيا الغربية
  36. حاكم ولاية نيفادا
  37. حاكم ولاية نبراسكا
  38. حاكم ولاية كولورادو
  39. حاكم ولاية داكوتا الشمالية
  40. حاكم ولاية داكوتا الجنوبية
  41. حاكم ولاية مونتانا
  42. حاكم ولاية واشنطن
  43. حاكم ولاية أيداهو
  44. حاكم ولاية وايومنغ
  45. حاكم ولاية يوتا
  46. حاكم ولاية أوكلاهوما
  47. حاكم ولاية نيومكسيكو
  48. حاكم ولاية أريزونا
  49. حاكم ولاية ألاسكا
  50. حاكم ولاية هاواي
23. زعيم الغالبية في مجلس النواب
24. زعيم الأقلية في مجلس النواب
25. سوط الغالبة في مجلس النواب
26. سوط الأقلية في مجلس النواب
27. الأعضاء الحاليون في مجلس النواب (بالأقدمية)
28. المندوبون الحاليون في مجلس النواب (حسب الأقدمية، إذا تساوو، حسب تاريخ دخول الولاية القضائية للولايات المتحدة أو حسب الترتيب الأبجدي حسب المنطقة):
  1. المندوب عن واشنطن العاصمة
  2. المندوب عن غوام
  3. المندوب عن جزر ماريانا الشمالية
  4. المندوب عن ساموا الأمريكية
  5. المندوب عن جزر العذراء الأمريكية
  6. المندوب عن بورتوريكو
29. الحكام الإقليميون الحاليون (في أقاليم أخرى غير تلك التي تقام فيها الفعالية، مرتبين حسب تاريخ الانضمام تحت الولاية الأمريكية أو حسب الترتيب الأبجدي حسب المنطقة):
  1. حاكم غوام
  2. حاكم جزر ماريانا الشمالية
  3. حاكم ساموا الأمريكية
  4. حاكم جزر العذراء الأمريكية
  5. حاكم بورتوريكو
30. نواب رئيس موظفي البيت الأبيض (مرتبين حسب تاريخ التعيين)
31. مستشار الأمن القومي
32. كبير مستشاري الرئيس
33. مدير موظفي السيدة الأولى
34. مدير موظفي نائب الرئيس
35. مساعدو الرئيس
36. رئيس مجلس المستشارين الاقتصاديين
37. مدير السياسة الوطنية لمكافحة المخدرات
38. رئيس مجلس جودة البيئة
39. رئيس البروتوكول (عندما يكون مع الرئيس أو لحدث في البيت الأبيض)
40. سفراء الولايات المتحدة إلى المنظمات الدولية لا يحملون صفة رئيس بعثة
41. القائمون بأعمال السفراء لدى الولايات المتحدة (مرتبين حسب تسلم الوظيفة)
42. وزراء الخارجية السابقون (مرتبين حسب المدة)
  1. هنري كسنجر (22 سبتمبر 1973 - 20 يناير 1977)
  2. جورج شولتز (16 يوليو 1982 - 20 يناير 1989)
  3. جيمس بيكر (20 يناير 1989 - 23 أغسطس 1992)
  4. مادلين أولبرايت (23 يناير 1997 - 20 يناير 2001)
  5. كولن باول (20 يناير 2001 - 26 يناير 2005)
  6. كونداليزا رايز (26 يناير 2005 - 20 يناير 2009)
  7. هيلاري كلينتون (21 يناير 2009 - 1 فبراير 2013) (لاحظ أن هيلاري كلينتون سوف تظهر أعلاه عند حضورها مع زوجها، الرئيس السابق بيل كلينتون)
  8. جون كيري (1 فبراير 2013 - 20 يناير 2017)
  9. ريكس تيلرسون (1 فبراير 2017 - 31 مارس 2018)
43. الأعضاء السابقون في مجلس الوزراء (مرتبين حسب المدة)
44. الأعضاء السابقون في مجلس الشيوخ (مرتبين حسب مراكزهم القيادية، ثم حسب فترة الانضمام)
45. حكام الولايات والأقاليم السابقون حيث يقام الحدث (مرتبين حسب المدة)
46. الحكام السابقون (في ولايات غير تلك التي يُعقد فيها الحدث)
47. أعضاء مجلس النواب السابقون (مرتبين حسب مراكزهم القيادية، ثم حسب فترة الانضمام)
48. نواب أمناء الإدارات التنفيذية (حسب ترتيب إنشاء الإدارات المعنية أو تعيينهم الرئاسي):
  1. نائب وزير الخارجية
  2. نائب وزير الخزانة
  3. نائب وزير الدفاع
  4. نائب المدعي العام
  5. نائب وزير الداخلية
  6. نائب وزير الزراعة
  7. نائب وزير التجارة
  8. نائب وزير العمل
  9. نائب وزير الصحة والخدمات الإنسانية
  10. نائب وزير الإسكان والتنمية الحضرية
  11. نائب وزير النقل
  12. نائب وزير الطاقة
  13. نائب وزير التربية والتعليم
  14. نائب وزير شؤون المحاربين القدامى
  15. نائب وزير الأمن الداخلي
  16. نائب مدير وكالة حماية البيئة
  17. نائب مدير مكتب الإدارة والميزانية
  18. نواب الممثل التجاري
  19. نائب السفير لدى الأمم المتحدة
  20. نائب مدير إدارة الأعمال الصغيرة
  21. نائب مدير الاستخبارات الوطنية
  22. نائب مدير وكالة المخابرات المركزية
49. أمناء الدوائر العسكرية (حسب أمر إنشاء الفرع):
  1. أمين عام القوات البرية
  2. أمين عام القوات البحرية
  3. أمين عام القوات الجوية
50. رئيس هيئة الأركان المشتركة
51. رئيس مجلس الاحتياطي الاتحادي
52. مفوض إدارة الضمان الإجتماعي
53. رؤساء الوكالات الاتحادية المستقلة في المستوى الثاني من الجدول التنفيذي (مرتبة حسب تاريخ الإنشاء، إذا كانت متشابهة، ثم حسب المدة)
  1. مدير المؤسسة الوطنية للعلوم
  2. مدير الإدارة الوطنية للملاحة الجوية والفضاء
  3. مدير الوكالة الأمريكية للتنمية الدولية
  4. رئيس المؤتمر الإداري للولايات المتحدة
  5. رئيس اللجنة التنظيمية النووية
  6. مدير مكتب إدارة شؤون الموظفين بالولايات المتحدة
  7. المدير التنفيذي لمؤسسة تحدي الألفية
  8. مكتب الحماية المالية للمستهلك
54. نواب رئيس مجلس الإدارة ومحافظوالاحتياطي الفيدرالي
55. نائب مفوض إدارة الضمان الاجتماعي
56. نائب المدير الرئيسي لمكتب السياسات الوطنية لمكافحة المخدرات
57. مدير المركز الوطني لمكافحة الإرهاب
58. وكلاء وزارة الخارجية والمناصب الإدارية من الرتبة المكافئة (مرتبين حسب خط الخلافة الإداري)
  1. وكيل وزارة الخارجية للشؤون السياسية
  2. وكيل وزارة الخاريجة للشؤون الإدارية
  3. المتبقيين من وكلاء وزارة الخارجية، مرتبة حسب تاريخ التعيين:
    1. وكيل وزارة الخارجية لشؤون الحد من الأسلحة وشؤون الأمن الدولي
    2. وكيل وزارة الخارجية للدبلوماسية العامة والشؤون العامة

  4. مستشار وزارة الخارجية الأمريكية
    1. وكيل وزارة الخارجية لشؤون الأمن المدني والديمقراطية وحقوق الإنسان
    2. وكيل وزارة الخارجية للنمو الاقتصادي والطاقة والبيئة
59. وكلاء الإدارات التنفيذية ومواقع الإدارات ذات الرتبة المكافئة وأمين خزانة الولايات المتحدة والمحامون العامون المساعدون ووكيل النائب العام (مرتبين حسب مجلس الوزراء أعلاه ثم حسب خط الخلافة الإداري)
60. رؤساء الوكالات الإدارية الاتحادية (مرتبين حسب مجلس الوزراء أعلاه ثم حسب خط الخلافة الإداري)
61. الرؤساء السابقون لهيئة الأركان المشتركة (مرتبين حسب المدة)
62. نائب رئيس هيئة الأركان المشتركة
63. هيئة الأركان المشتركة (مرتبين حسب التعيين):
  1. رئيس أركان الجيش
  2. رئيس العمليات البحرية
  3. قائد سلاح مشاة البحرية
  4. رئيس أركان القوات الجوية
64. رئيس مكتب الحرس الوطني
65. قائد خفر السواحل
66. قادة المقاتلين من رتبة الأربع نجوم (مرتبين حسب التعيين):
  1. القيادة المركزية
  2. قيادة النقل
  3. القيادة الجنوبية
  4. قيادة العمليات الخاصة
  5. القيادة الأوروبية
  6. القيادة الافريقية
  7. القيادة الاستراتيجية
  8. القيادة السيبرانية
  9. القيادة الشمالية
  10. القيادة الهندية الباسيفيكية
67. رؤساء الوكالات الاتحادية المستقلة في المستوى الثالث من الجدول التنفيذي (مرتبة حسب تاريخ الإنشاء، إذا كانت متشابهة، ثم حسب المدة)
68. نواب رؤساء الوكالات الاتحادية المستقلة في المستوى الثالث من الجدول التنفيذي (مرتبة حسب تاريخ الإنشاء، إذا كانت متشابهة، ثم حسب المدة)
69. مدير مكتب البريد العام
70. نائب حاكم الولاية (في الولاية التي يقام فيها الحدث)
71. عمدة (المدينة التي يقام فيها الحدث)
72. سفراء الولايات المتحدة إلى الحكومات الأجنبية (في مهمة رسمية في الولايات المتحدة أو في بلد آخر)
73. مدير البروتوكول (عندما يتعلق الأمر بوزارة الخارجية أو بأحداث خارج البيت الأبيض يكون حسب الترتيب أعلاه)
74. سفراء الولايات المتحدة إلى المنظمات الدولية الذين يشغلون منصب رئيس بعثة (في مهام رسمية في الولايات المتحدة أو في بلد آخر)
75. سفراء من الولايات المتحدة إلى منظمات دولية الذين لا يحملون صفة رئيس بعثة (في مهام رسمية في الولايات المتحدة أو في بلد آخر)
76. السفير الوظيفي
77. نواب مساعدو الرئيس (مرتبين حسب التعيين)
78. رئيس القضاة وقضاة الدوائر القضائية في محاكم الاستئناف الأمريكية (حسب مدة الخدمة)
79. رئيس القضاة وقضاة المقاطعات في محاكم مقاطعات الولايات المتحدة (حسب مدة الخدمة)
80. رئيس قضاة وقضاة محكمة الاستئناف في الولايات المتحدة للقوات المسلحة (حسب مدة الخدمة)
81. رئيس قضاة وقضاة محكمة استئناف الولايات المتحدة الأمريكية لمطالبات قدامى المحاربين (حسب مدة الخدمة)
82. رئيس قضاة وقضاة محكمة الضرائب في الولايات المتحدة (حسب مدة الخدمة)
83. القائمون بأعمال سفراء الولايات المتحدة (مرتبين حسب تولي المكتب)
84. نواب قادة القوات البرية والبحرية الجوية (مرتبين حسب موعد التعيين)
85. الأمناء المساعدين، ورؤساء الأركان الإدارات التنفيذية، والسفراء بصفة عامة، والمبعوثين / الممثلين الخاصين، والمحامون العامون المساعدن، والمستشارون القانونيون للإدارات التنفيذية (يرتبون حسب ترتيب مجلس الوزراء أعلاه ثم حسب خط الخلافة الإداري)
86. المساعدون الخاصون للرئيس، بما في ذلك السكرتير البيت الأبيض للمناسبات والشؤون الاجتماعية وكبار مديري مجلس الأمن القومي (lمرتبين حسب تاريخ التعيين)
87. رؤساء الوكالات الاتحادية المستقلة في المستوى الرابع من الجدول التنفيذي (مرتبين حسب تاريخ الإنشاء)
  1. مدير نظام الخدمة الانتقائية
  2. رئيس مؤسسة التأمين على الودائع الاتحادية
  3. رئيس لجنة الولايات المتحدة للحقوق المدنية
  4. رئيس اللجنة التنظيمية البريدية
  5. رئيس مؤسسة الدول الأمريكية
  6. مفوض مكتب نافاجو وهوبي لنقلات السكان الأصليين
  7. رئيس لجنة الانتخابات الاتحادية
  8. رئيس الهيئة الاتحادية للعلاقات العمالية
  9. المستشار الخاص لمكتب المستشار الخاص
  10. مدير دائرة خدمات المحكمة ومراقبة الجاني
  11. رئيس مجلس السلامة الكيميائية
  12. الرئيس التنفيذي لمجلس إدارة هيئات البث ومدير مكتب البث الدولي
  13. رئيس لجنة المساعدة الانتخابية
88. نائب مدير مكتب التحقيقات الاتحادي
89. نواب رؤساء الوكالات الاتحادية المستقلة في المستوى الرابع من الجدول التنفيذي (مرتبين حسب تاريخ الإنشاء)
90. المساعدون الإداريون لوكالة حماية البيئة
91. مساعدو مدير وكالة الولايات المتحدة للتنمية الدولية
92. مساعدون الممثلين التجاريين
93. المشرفون المنتسبون في إدارة الأعمال الصغيرة
94. المراقب المالي العام للولايات المتحدة
95. أعضاء مجلس المستشارين الاقتصاديين (مرتبين أبجديا)
96. أعضاء مجلس الجودة البيئية (مرتبين أبجديا)
97. السفراء الأمريكيون المعينون (في الولايات المتحدة)
98. رؤساء بلديات المدن الأمريكية ومقاطعة كولومبيا (عندما لا يكونون في مدينتهم؛ إذا كان هناك عدد من رؤساء البلديات الحاليين، يكونون مرتبين حسب مدة الخدمة)
99. نواب رئيس هيئة الأركان (مرتبين حسب التعيين):
  1. نائب رئيس العمليات البحرية
  2. نائب رئيس أركان القوات الجوية
  3. مساعد قائد سلاح مشاة البحرية
  4. نائب رئيس أركان الجيش
100. نائب رئيس ديوان الحرس الوطني
101. نائب قائد خفر السواحل
102. الأمناء المساعدين والمستشارين العامين في إدارة الجيش والبحرية والقوات الجوية (حسب موعد التعيين)
  1. السكرتير المساعد لرئيس القوات الجوية (القوى العاملة وشؤون الاحتياط)
  2. السكرتير المساعد لرئيس القوات البحرية (للبحوث والتنمية والاقتناء)
  3. السكرتير المساعد لرئيس القوات البحرية (الإدارة المالية والمراقب المالي)
  4. السكرتير المساعد لرئيس القوات البرية للاكتساب واللوجستيات والتكنولوجيا
  5. المستشار العام للجيش
  6. السكرتير المساعد لرئيس القوات الجوية (الإدارة المالية والمراقب المالي)
  7. السكرتير المساعد لرئيس القوات البرية (الأشغال المدنية)
  8. السكرتير المساعد لرئيس القوات الجوية
  9. السكرتير المساعد لرئيس القوات البحرية (الطاقة، المنشآت والبيئة)
  10. السكرتير المساعد لرئيس القوات الجوية (المنشآت والبيئة والطاقة)
  11. السكرتير المساعد لرئيس القوات الجوية (اقتناء)
  12. السكرتير المساعد لرئيس القوات البحرية (القوى العاملة وشؤون الاحتياطيات)
  13. المستشار العام للبحرية
  14. السكرتير المساعد لرئيس القوات البرية (الإدارة المالية والمراقب المالي)
  15. السكرتير المساعد لرئيس القوات البرية (المنشآت والطاقة والبيئة)
  16. السكرتير المساعد لرئيس القوات البرية (القوى العاملة وشؤون الاحتياط)
103. الضباط العسكريون من رتبة أربع نجوم (حسب الأقدمية: الضباط المتقاعدون بعد الضباط الموجودين في الخدمة)
104. الأمين التنفيذي لمجلس الأمن القومي
105. الأعضاء التنفيذين لمكتب مجلس الشيوخ
106. موظفو مجلس النواب الأمريكي
107. الضباط العسكريون من رتبة ثلاثة نجوم (حسب الأقدمية)
108. أعضاء مجلس الشيوخ في الولاية (مرتبين حسب طول مدة الخدمة)
109. ممثلو الولايات (مرتبين حسب طول مدة الخدمة)
110. السفراء / رؤساء البعثات الدبلوماسية الأمريكية السابقين (حسب ترتيب تقديم أوراق الاعتماد في أول وظيفة)
111. رؤساء أو رؤساء المجالس والمجالس واللجان الفيدرالية الأخرى غير المدرجة سابقاً
112. أمين مكتبة الكونغرس
113. سكرتير مؤسسة سميثسونيان
114. رئيس الصليب الاحمر الأمريكي
115. نائب رؤساء المراسم
116. المسؤولون من رتب الوزراء المعينين للبعثات الدبلوماسية الثنائية الأجنبية في واشنطن العاصمة.

## شاغلي المناصب
| التسلسل | المنصب                     | الصورة | شاغل المنصب  | في المنصب منذ                |
| ------- | -------------------------- | ------ | ------------ | ---------------------------- |
| 1       | رئيس الولايات المتحدة      |        | جو بايدن     | 20 كانون الثاني / يناير 2021 |
| 2       | نائب رئيس الولايات المتحدة |        | كامالا هاريس | 20 كانون الثاني / يناير 2021 |
| 4       | رئيس مجلس النواب           |        | نانسي بيلوسي | 3 كانون الثاني / يناير 2019  |
| 5       | رئيس المحكمة العليا        |        | جون روبرتس   | 29 أيلول / سبتمبر 2005       |